# 鈴木重時

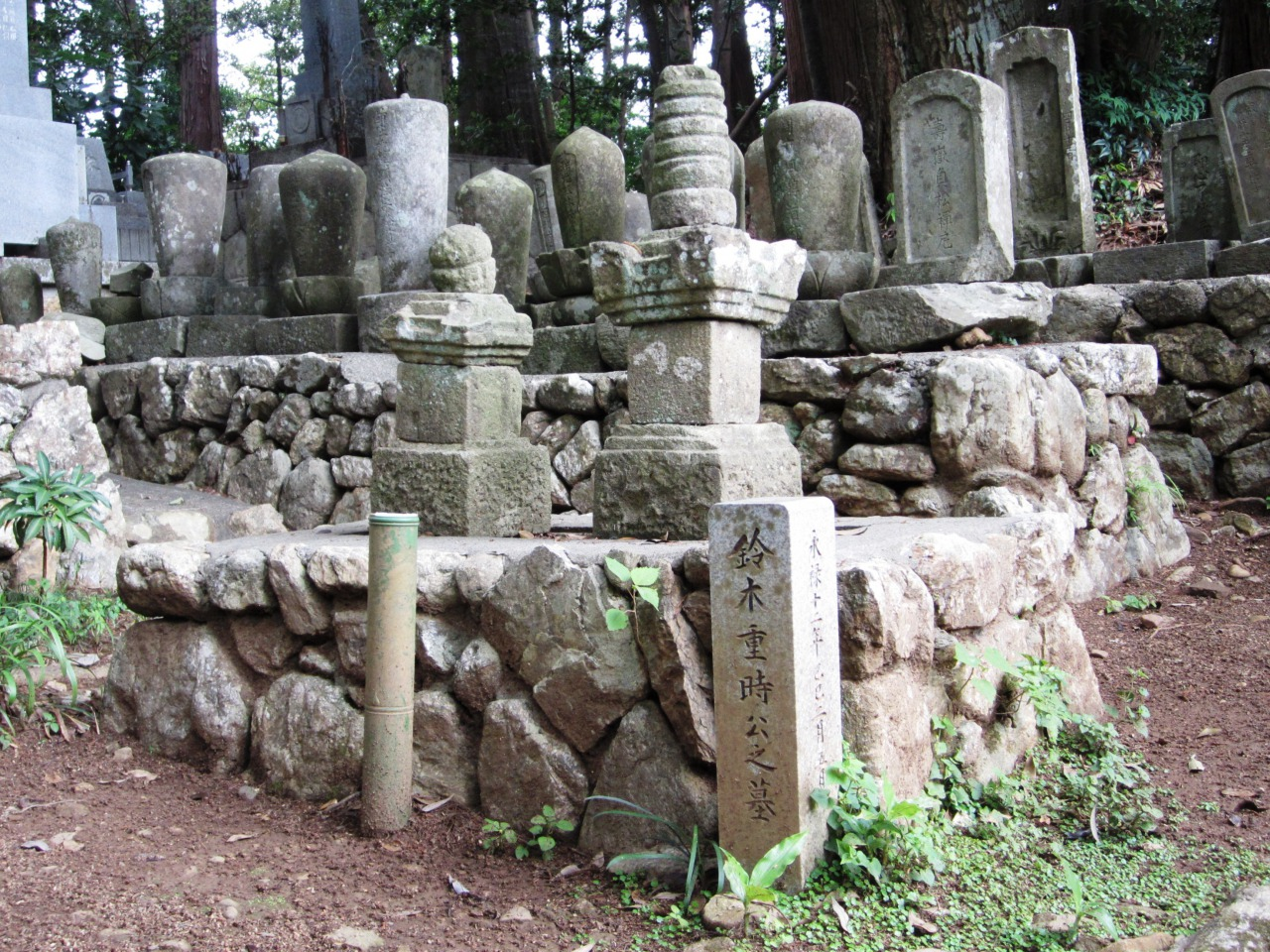
静岡県浜松市浜名区引佐町龍潭寺の墓所

鈴木 重時（すずき しげとき、享禄元年（1528年）? − 永禄12年2月5日（1569年2月20日））は、戦国時代の武将。三河鈴木氏酒呑系、鈴木重勝の子。姉妹に松平親忠の妻・閑勝院殿。鈴木重好の父。通称、三郎大夫。正室は奥山朝利の娘。

## 生涯
永禄3年（1560年）、桶狭間の戦いに父と今川側で参戦する。
永禄11年（1568年）、遠州への侵攻を画策する徳川家康に加担した娘婿・菅沼忠久から今川離反の誘いを受け、承諾。これに近藤康用も加わった3人が井伊谷三人衆と呼ばれる事となる。
その家康による遠州制圧戦は同11年末から行われ、徳川軍は遠州で越年。曳馬城攻略を最優先としていたため、浜名湖沿岸の諸城攻略が後回しとなっていた。
同12年（1569年）、家康の下命を受けて堀江城を攻めた。だが、守将・大沢基胤率いる城兵は意気盛んで、なかなか抜けない。そればかりか、城方による反撃を許し、手痛い損害を少なからず受けた。
この時、近藤康用の子登助（近藤秀用）と競い城門にたどり着いた三郎大夫重時は、城方の攻撃を受けて命を落とした。一説に42歳と伝える。戒名は、法福院殿清輝順光大禅定門。
子の重好は、井伊直政に付けられた。

## 登場する作品
- おんな城主 直虎（2017年、NHK大河ドラマ、演：菅原大吉）